# 大别山冬青
大别山冬青（学名：Ilex dabieshanensis）为冬青科冬青属的植物，是中国的特有植物。分布于中国大陆的安徽等地，生长于海拔150米至470米的地区，多生于山坡路边和沟边，目前尚未由人工引种栽培。

## 别名
小苦丁茶（安徽霍山）